# 麥爾坎·米勒 (1991年)
麥爾坎·賈邁爾·米勒（1991年9月4日—）為美國男子籃球運動員，場上位置為得分後衛。米勒生於美國德克薩斯州密德蘭，三歲時父親向他介紹籃球運動，九歲時米勒開始參加有組織的籃球賽事，之後米勒還有接觸足球以及田徑，直到十年級米勒決定專注在籃球，就讀南普萊恩斯學院兩年後輾轉到南方大學，大學畢業後在盧森堡展開職業生涯。2018年9月米勒加盟東南亞職業籃球聯賽寶島夢想家。2019年8月米勒與烏尼法斯沙完成簽約。2020年9月米勒轉戰哥林多人。2022年7月米勒加盟聖保羅。
米勒的媽媽將其名字取為麥爾坎是為了紀念1965年被謀殺身亡的麥爾坎·X，而第一位被授予海軍十字勳章的非裔美國人多里斯·米勒是米勒的叔公。

## 外部連結
- 麥爾坎·米勒在fiba.basketball（英语）
- 麥爾坎·米勒在Basketball-Reference.com（NBA G聯盟）（英语）
- 麥爾坎·米勒在Sports-Reference.com（NCAA）（英语）
- 麥爾坎·米勒在Eurobasket.com（球員）（英语）
- 麥爾坎·米勒在Proballers（英语）
- 麥爾坎·米勒在RealGM（英语）
- 麥爾坎·米勒在Flashscore（英语）